# اسماعیل کندی ۲
اسماعیل کندی ۲ یک منطقهٔ مسکونی در ایران است که در استان اردبیل واقع شده‌است. براساس سرشماری مرکز آمار ایران در سال ۱۳۹۵، اسماعیل کندی ۲ ۱۵۰ نفر جمعیت دارد.